# 中野美穂 (子役)
中野 美穂（なかの みほ、1982年7月7日 - ）は、日本の元子役、女優。埼玉県さいたま市出身。

## 来歴・人物
- 旧浦和市生まれ。家族は、父母と祖父母と本人の5人。兄弟姉妹は、居ない。
- 血液型は、A型RH+[1]。1997年当時の特技は、タップダンス, バトントワリング[1]。
- 母の友人の紹介から、M2カンパニー[1]に所属していた。主に1980年代後半から1990年代後半にかけて子役及び女優として活躍した。
- 1997年の年末で、芸能事務所から離れ引退した。引退理由は、高校卒業後に就職する為であった。

## 出演作品
テレビドラマ
- 家と女房と男の名誉（CX、1988年4月21日 - 6月30日）- 砂田恵美 役
- 隠密・奥の細道（TX、1988年10月14日）
- 春日局[1]（NHK、1989年1月1日 - 12月17日）- おふじ 役
- いのち輝いて（YTV、1989年4月13日）
- 機動刑事ジバン 第7話（ANB、1989年3月12日）- 村上ミコ 役
- 続・三匹が斬る！ 第15話（EX, 1989年4月20日）
- 高速戦隊ターボレンジャー 第17話（ANB、1989年6月17日）- 山口美佐（少女体）役
- 北の椿は死を歌う（ANB、1989年12月9日）
- 記憶の復讐（TX、1990年3月19日）
- ザ・刑事 第2話（ANB、1990年4月22日）- あかね 役
- 豪華ヨット初恋ツアー殺人事件（ANB、1990年8月11日）- 桜井 麻子（幼少期）役
- 大江戸捜査網 第8話（TX、1990年11月30日）- おみつ 役
- 離婚仕掛け人が走る！（NTV、1991年10月9日）
- 大江戸捜査網II 第8話（TX、1991年11月29日）- お美代 役
- 昭和16年の敗戦（CX、1991年12月6日）
- 信長 KING OF ZIPANGU 第6話・第7話（NHK、1992年2月9日・16日）- 市（織田信長の妹）役
- 掏摸（NTV、1993年1月5日）
- 百円おばちゃん 負けてたまるか（TBS、1995年4月17日）
- 木曜の怪談 怪奇倶楽部（中学生篇）第4回『絵の中の少女』（CX、1996年5月23日）

映画
- 竹取物語（1987年9月26日公開）- 5歳の加耶役
- 大病人（1993年5月29日公開）- 麦藁帽子の少女役
- 恋子の毎日（1988年12月17日公開）- 面相組若頭(星永小百合)の小学生の長女役

舞台
- アニー（第9回、1994年）

テレビCM
- WOOP

雑誌
- 投稿写真No.98 (1992年12月号) 考友社出版 - 巻頭カラーグラビア